# Asarkina
Asarkina is een vliegengeslacht uit de familie van de zweefvliegen (Syrphidae).

## Soorten
- A. fiorii Bezzi, 1903